# Saxophone contrebasse
Le saxophone contrebasse est un instrument de musique de la partie grave de la famille des saxophones. Sa tonalité est en mi{\displaystyle \flat }. C'est un instrument très rare, puisque seulement une trentaine d'exemplaires ont été construits entre 1846 et 1999.

## Description
Evette et Schaeffer (Buffet-Crampon) semble avoir été le premier facteur qui en a construit, puisque Adolphe Sax lui-même n'en a jamais fabriqué. Une série d'une vingtaine d'exemplaires a donc été produite vers 1920, sur la base d'un saxophone baryton inversé dont la longueur de tube était doublée tout en conservant la conicité de départ, ce qui donne à l'instrument des proportions gigantesques (et une puissance assortie). On peut l'entendre dans l'orchestre de Mistinguett ou dans un des films de Fantomas, par exemple. Un modèle est exposé chez Buffet-Crampon à Mantes-la-Ville.

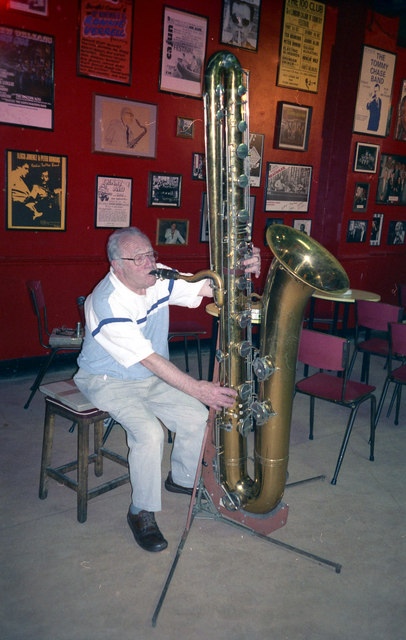
Harry Gold jouant du saxophone contrebasse

Cependant, sa grande taille (plus de 2 m de haut, un pavillon assez grand pour accueillir un enfant de 7 ans...), le bec placé derrière la partie haute des tubes, le rend très difficile à transporter et à jouer en ensemble, ce qui a certainement réduit sa diffusion : aucun autre exemplaire n'a été produit pendant près de 60 ans. Quelques rares saxophones contrebasses ont encore été construits sur commande en Italie par Orsi depuis les années 1980 (sous une forme très similaire au modèle Evette), joués notamment par Anthony Braxton et Daniel Kientzy.

## Tubax
Le tubax, un nouvel instrument mis au point par le facteur allemand Benedikt Eppelsheim en 1999 est un nouveau concept de saxophone contrebasse, avec un tube plus fin et une moindre conicité que ses gigantesques aînés.

## Production actuelle
Depuis peu,[Quand ?] l'entreprise B. Eppelsheim produit également des saxophones contrebasses qui bénéficient de toutes les améliorations[Quoi ?] apportées au mécanisme des autres saxophones et qui descendent jusqu'au la grave (comme la plupart des saxophones barytons modernes). Le modèle de B. Eppelsheim, bénéficiant en plus des innovations conçues spécifiquement pour le tubax comme la triple clé de registre automatique, ne souffre pas des défauts gênants[non neutre] de ses prédécesseurs : justesse très approximative[non neutre], lourdeur mécanique, palette d'attaques limitée, doigtés manquants (ré médium), et l'utilisation d'un matériel spécifique (anches, becs) très difficile à se procurer[réf. nécessaire];ce saxophone utilise bec courant de saxophone basse.

## Répertoire classique
Malgré tout, le répertoire du saxophone contrebasse (tous modèles confondus) comprend déjà plus de 150 pièces. Entre autres :
- Leo Bachmann: « Multiplex » CB, cbfl, tuba & bande 1999 13 min
- Leo Bachmann « Black shadow/Colored shadow » pour saxophone contrebasse seul
- Carola Bauckholt « Schraubbidchtung” CB, vc, perc, vx 12 min
- Serge Bertocchi « A J-C » Tbx 2001 2 min
- Serge Bertocchi « Vitrail » Tbx 2001 3 min
- Luc Brewaeys « Kientzyphonie » 7 sax et Orchestre à vent 1992 20 min
- Nicolae Brindus « Ouvennérode CB et bande, comédienne 1991 12 min
- Aldo Brizzi « En to pan » CB Sino / électronique 2000 8 min
- Gabriel Brncic « Contrabajo Concert » CB 1991 8 min
- José-Luis Campana « Insight » CB, S, T, 4 instr. électroniques 1986 25 min
- Carson P. Cooman « Polpis dreaming » pour saxophone contrebasse et piano
- Pierre-Adrien Charpy « Le soupir de la vache » pour tubax solo
- Hae-Kyung Choi « Otium 2001 » CB, cbfl, tuba 2000 12 min
- James Clapperton « Hjàlmundalsà » CBs & bande 1994 7 min
- Frédéric Couderc « Tube et axes » Tbx 2002 6 min
- Frédéric Couderc « Low blues » Tbx 2002 3 min
- Benny Courroyer « Ventose » septuor de sax 1969
- Henry D. Cowell « Hymn & Fugueing Tune n°19 » pour sax soprano et sax contrebasse 1964 4 min
- Barton Cummings « Three episodes » pour saxophone contrebasse et orchestre d'harmonie
- Chaya Czernowin « Maim Zarim, Maim gnuvim » tbx/S°, Ob, va, g. el, P° / orch.
- Daniel Denis « Shanghaï revisited talks II » Tbx, 2 claviers, orch. 2002 10 min
- Frank Denyer « Resonances of ancient sins » CB, fl, Tuba, perc 1994 7 min
- Jeremy Drake « Requiem for a saxophage » CB 1990 7 min
- Dror Feiler « Azaka » Tbx et électronique 2002
- Dror Feiler « Extwom » Tbx & électronique 2001
- Dror Feiler « Emergmach » Tbx & électronique 2002
- Dror Feiler « The return of the real III » Tbx & électronique 2002
- Michael Finnissy « Quelle » 2 S°, 2 CB 1994 3 min
- Alain Fourchotte « Digression VII » CB 1984 5 min
- Marie-Hélène Fournier « Corps noir convexe » pour tubax solo ou avec ordinateur +Max/MSP (2001)
- Marie-Hélène Fournier « Facteur d'échelle » pour tubax avec Max/MSP, 2 instruments électroniques et orchestre à cordes
- Ivar Frounberg « Saxo » Sino A B CB / bande, électronique 2000 16 min
- Giuseppe Giuliano « Random S » 7 sax 1993 27 min
- Philip Goddard « Nordic wilderness journey » pour sax ténor, sax contrebasse et piano 2002 32 min
- Vinny Golia (en) « Never wait to pull a reed » pour tubax solo
- Vinny Golia « The history of everything that ever happened » Tbx 2002
- Vinny Golia « Scharwznegger » Tbx (ou Tubax & 3A) 2002
- Vinny Golia « Mr. Amons' builds his bridge » Tbx/Perc 2002
- Vinny Golia « Eye My » P°, CBs, Tbx 2002
- Vinny Golia « In a Lost World » B ou Tbx 2001
- Vinny Golia « The 15th » P°, Tbx 1977/ 2002
- Vinny Golia « The Unamed » Bs, B & Tbx ?
- Vinny Golia « Chronos » S°, Tbx, 3A 1978/2002
- Matthew D. Gill « Jazz Songs, Book II » CB, Guitare élec. 11 min
- Sten Hanson « Jorgetto » CB et bande 1999
- Walter S. Hartley « Contra-piece » pour saxophone contrebasse et piano
- Rick Helzer « Saxophone Quartet No. 1 » S°, S ; A ; T, B, Bs ; B, Bs, CB 2002 20 min
- Hans Joachim Hespos « Pico » CB (ou S°) 1978 4 min
- Hans Joachim Hespos « Jlomba » B, Bs, CB 1980 10 min
- Volker Heyn « Sandwich Gare de l’Est » S°, CB et 6 cuivres 13 min
- Calin Ioachimescu « Les éclats de l’abîme » CB et bande 1995 9 min
- Calin Ioachimescu « heptaGRaMa » 7sax/bande et électronique 1998 13 min
- Tom Johnson « Tortue de mer » CB 1997 3 min
- Jean-Georges Kastner « Sextuor » 2S, A, 2Bs, CB 1844 7 min
- Juliane Klein « Einsatz » tbx / ensemble 2002
- Alexandre Knaifel « Requiem » CB et 5 instr. contrebasse 1998 3h
- Ulrich Krieger « Midnight sibblings » CB et bde (avec 4 CB) 1994 10 min
- Gyorgy Kurtag « Interrogation » T, Bs, CB, bande et électronique 1983 12 min
- Jacques Lejeune « Fragments gourmands » 7sax/bande 1995 16 min
- Robert Lemay « No limits » pour tubax et instrumentiste-conteur, textes d'Herménégilde Chiasson
- Robert Lemay « sAXEs » pour quatuor de saxophones (dont 1 tubax)
- Terje Bjorn Lerstad « Improvisation and Tarantella » CB, Bs, Bar, or ten. 7 min
- Drake Mabry « 7.20.88 » Quatre saxophonistes sur 23 saxophones 1988 12 min
- Drake Mabry « Cristal » CB + 4A 1996 13 min
- Urban Mader « Lieber ein saxophon » CB/Bde
- Pierre Mariétan « La rose des vents » S°, A, CB et bande 1983 14 min
- Paul Mefano « Périple à 2 » A, CB 1978 9 min
- Thomas K.J. Mejer « Tartarelischer tanz 1 » pour saxophone contrebasse seul
- Thomas K Mejer: « Diligent places » CB, flCB, tuba 1999 25 min
- Marc Monnet « Le Cirque » CB 1986 7 min
- Octavian Nemescu « Spectacle pour un instant » CB, bde 1995 1 min
- Phill Niblock « kontra-dictionaries » CB, flCB, tuba & bande 2000 23 min
- Sergio Ortega « Récit d'un naufragé » Septuor sax (dont récitant) 1990 15 min
- Luis de Pablo « Une couleur... » CB, B, T, S, S° / Orch.. 1988 22 min
- Ivan Patachich « Jeu 1+4 » S, A, CB / 4 instr. électroniques 1989 12 min
- Jean-Louis Petit « La fabrique de beauté » pour tubax et grand orchestre.
- Jean-Louis Petit « Véritable concerto pour saxophone contrebasse » CB/ orch. 1997 25 min
- Mani Planzer « The awakening of Atman » CB/ ensemble 1984 7 min
- Walter Pratti « SCB n°1 » CB, bande 1994 7 min
- Roger Pryztulsky « Quartet » S°, A, B, CB 2002
- GiIIes Racot « Exultitudes » S, CB et ord. 1985 20 min
- Roland Renerte « Cinq Danses » septuor de sax 1965
- Louis Roquin « Soli solo solissimo » S, T, CB et électronique 1984 10 min
- Clotilde Rosa « Reflexus » 7 sax 1999 7 min
- François Rossé « Bertyi Kilieto » Tbx, tuba 2009 10 min
- Camille Roy « Saxstück » S°, S, CB bande 1998 8 min
- Victor Rua « Recette pour faire une souris » CB / bande et électronique 2001 9 min
- Fernand Ruelle « Ronde pastorale » septuor de sax 1974
- Étienne Saur « L'incertitude de l'ombre » Tbx et bande 2007 11 min
- Werner Schulze « Austro-polka » pour saxophone contrebasse seul
- Yochk’O Seffer « La danse des ferrailleurs » 3 CB 1984
- Yochk'O Seffer « Mozazor » sonate pour tubax et piano
- David W. Solomons « Rose fantasia » pour saxophone contrebasse et quatuor à cordes
- Martin Streule « Postacrds from a storyteller » S°/S/Bs, fl/A/S, cl/S/T, S/B/tbx
- Aurel Stroë « Clinamen » CB (ou S°) 1992 2 min
- Kasper Toeplitz « Johnny Panic et la bible des rêves » mezzo, T, CB /ensemble 25 min
- Kasper Toeplitz « Frøz 5 » Tbx & ord. 2002 7 min
- Franco Tosi « Concerto Grosso » CB, orch. chambre 5 min
- Andrew Toovey « Fall » S° & CB 1994 3 min
- Fernand Vandenbogaerde « Tezcatlipoca II » B, Bs, CB 1986
- Max Vandermaesbrugge « Saxofolies » septuor de sax 1974
- Vinz Vonlanthen « Message intergalactique” S°/S, A, T, B/ tbx
- Paul Wehage « Ryoanji » pour saxophone contrebasse et piano 2002 6 min
- Charris Xanthoudakis « Les visages de la nuit” CB et bande 1989 8 min
- Andreas van Zoelen « Passion and warfare » pour tubax solo 2003
- Andreas van Zoelen « Ultraviolet » CB / bande et électronique 2002 4 min